# Рокси Райе
Рокси Райе (англ. Roxy Raye; настоящее имя — Darla Kwilecki; род. 2 июня 1989, Флорида, США) — американская фотомодель и порноактриса, известная своими сценами экстремального анального секса. В 2015 году была выдвинута в двух номинациях на премию AVN Awards.

## Биография/Начало карьеры
Рокси родилась 2 июня 1989 года в американском штате Флорида. Частично проживает в Чикаго. В свободное время занимается спортом и ведёт активную жизнь в интернете, в частности ведёт страничку в twitter и даже имеет свой официальный сайт, не раз признавалась что очень любит чтение книг и рыбалку. Свой путь в порноиндустрию Рокси начала в 2008 году, снимая любительское порно в стиле webcamgirl и выкладывая их на бесплатные сайты для взрослых. Экстремальное видео анальных наслаждений и фистинга с её участием, мгновенно приобрели популярность среди известных студий ориентированных на производство фильмов (видео) для взрослых, после чего, в 2010 году Рокси решила начать (профессиональную) карьеру порноактирисы.
За свою карьеру Рокси Райе снялась в более чем в шестидесяти фильмах и сотрудничала с такими известными порностудиями, как Brazzers, Evil Angel, Girlfriends Films, Mile High Media. Также она работала с такими актрисами, как Тори Блэк, Эми Брук, Ава Девайн, Скин Даймонд, Lea Lexis, Крисси Линн, Бобби Старр и т. д.
12 декабря 2018 года Рокси Райе попала в автомобильную аварию, не справившись с управлением автомобиля при туманной погоде. В результате случившегося она получила переломы левой руки и обеих ног. Актрисе была оказана оперативная медицинская помощь. Уже через неделю, 19 декабря, Рокси Райе сделала об этом сообщение в своём twitter-аккаунте. Тогда же был открыт сбор средств для лечения девушки.

## Премии и номинации
| Год  | Церемония                   | Результат | Номинация                            | Работа                       |
| ---- | --------------------------- | --------- | ------------------------------------ | ---------------------------- |
| 2013 | AVN Awards                  | Номинация | Лучшая скандальная сексуальная сцена | Anal Acrobats 7              |
| 2014 | AVN Awards                  | Номинация | Лучшая скандальная сексуальная сцена | TS Playground 3              |
| 2014 | AVN Awards                  | Номинация | Лучшая групповая лесбийская сцена    | Gape Lovers 8                |
| 2014 | Spank Bank Awards           | Номинация | Webcam Girl года                     | н/д                          |
| 2015 | AVN Awards                  | Номинация | Лучшая скандальная сексуальная сцена | Voracious: Season 2 Volume 4 |
| 2015 | AVN Awards                  | Номинация | Лучшая групповая лесбийская сцена    | Voracious: Season 2 Volume 3 |
| 2015 | Spank Bank Awards           | Номинация | Life Sized Human Hand Puppet         | н/д                          |
| 2015 | Spank Bank Awards           | Номинация | Super Squirter of the Year           | н/д                          |
| 2015 | Spank Bank Awards           | Номинация | Two Hot Dogs in a Hallway            | н/д                          |
| 2016 | AVN Awards                  | Номинация | Лучшая скандальная сексуальная сцена | Roxy Raye: Gagged 'N Gaped   |
| 2016 | Spank Bank Awards           | Номинация | Asshole (The Sexy Kind) of the Year  | н/д                          |
| 2016 | Spank Bank Awards           | Номинация | Bionic Butthole                      | н/д                          |
| 2016 | Spank Bank Awards           | Номинация | Глубочайшая глотка                   | н/д                          |
| 2016 | Spank Bank Awards           | Номинация | Life Sized Human Hand Puppet         | н/д                          |
| 2016 | Spank Bank Awards           | Номинация | The Contessa of Cum                  | н/д                          |
| 2016 | Spank Bank Awards           | Номинация | Two Hot Dogs in a Hallway            | н/д                          |
| 2016 | Spank Bank Technical Awards | Победа    | Bottomless Butthole                  | н/д                          |
| 2017 | AVN Awards                  | Номинация | Лучшая скандальная сексуальная сцена | Anal Pros                    |
| 2017 | Spank Bank Awards           | Номинация | Bionic Butthole                      | н/д                          |
| 2017 | Spank Bank Awards           | Номинация | Life Sized Human Hand Puppet         | н/д                          |
| 2017 | Spank Bank Awards           | Номинация | The Dirtiest Player in the Game      | н/д                          |
| 2017 | Spank Bank Awards           | Номинация | Webcam / Skype Show Girl of the Year | н/д                          |
| 2017 | Spank Bank Technical Awards | Победа    | Picasso of the Prolapse              | н/д                          |
| 2018 | Spank Bank Awards           | Номинация | Webcam / Skype Show Girl of the Year | н/д                          |